# Биплан Бусемана

Биплан Буземана

Биплан Буземана — конструкторское решение из области авиастроения, которое предотвращает формирование ударной волны N-типа, и поэтому не создающее звукового удара. Конструкция придумана Адольфом Буземаном.
Состоит из двух треугольных, в сечении, поверхностей, находящихся на некотором расстоянии друг от друга, и расположенных плоскими поверхностями наружу и параллельно набегающему потоку. Пространство между плоскостями достаточно большое, чтобы поток в нём оставался сверхзвуковым.
Биплан создаёт ударную волну высокого давления только в пространстве между плоскостями, которая, отражаясь от плоскостей, гасится с ударной волной низкого давления, появляющейся в конце плоскостей. Плоские внешние поверхности, расположенные параллельно потоку, вообще не создают ударной волны.
Отсутствие ударных волн было подтверждено опытами в аэродинамических трубах, но такая конструкция не создаёт подъёмной силы, поэтому её использование в качестве крыла невозможно.